# 李昌儀
李 昌儀（り しょうぎ、生没年不詳）は、中国東魏の権臣高澄の側妻。最初の夫は高慎。高澄の死後、北斉の内廷で仕えた。本貫は趙郡平棘県。兄は李子旦・李雄。

## 生涯
陝州刺史の李裔（字は徽伯）の娘。容姿に優れ、聡明で読み書きができ、また馬術が得意だった。結婚後、昌儀は高慎が沙門の顕公と夜毎に語らうのを厭い、顕公を殺害させた。
高慎の前妻は崔暹（高澄の腹心）の妹であった。前妻は高慎に捨てられ離縁されたので、崔暹と高澄は、高慎と李昌儀を敵視した。高澄が主宰して、前妻は貴族と再婚した。その後、高澄は昌儀に無理矢理関係を迫ったが、昌儀は抵抗し、衣服をすべて破られた。高慎は高澄らに対する恨みをつのらせた。また、高歓の譴責を受け、不安がつのった高慎は、武定元年（543年）に北豫州刺史として任地に赴くと、虎牢に拠って西魏に降伏した。昌儀も西魏に亡命しようとしたが、道中で捕らえられ、死刑を宣告された。高澄は、昌儀の恩赦を求め、盛装で再訪問した。結局、昌儀は高澄の側妻となった。
武定6年（548年）、高澄は梁の降臣の蘭京に殺害された。高澄の次弟高洋が蘭京を討った後に帝位の禅譲を受け、北斉が建った。同姓のよしみで、昌儀は皇后李祖娥の信任を受けた。天保10年（559年）10月に高洋が崩御すると子の高殷が即位したが、幼帝を輔弼する楊愔・燕子献・宋欽道らと、太師の高演、太尉の高湛らとの間に権力闘争が続発した。可朱渾天和が高演と高湛の誅殺を扇動され、燕子献も太皇太后婁氏の軟禁と皇太后李祖娥の垂簾聴政を説得した。李祖娥はこの機密文書を昌儀に見せ、昌儀はすぐさま太皇太后に知らせた。高演は楊愔や燕子献らを斬り、大丞相となって権力を握った。8月、太皇太后婁氏の令を借りて高殷を廃位し、自ら晋陽の宣徳殿で皇帝に即位した。

## 伝記資料
- 『北斉書』